# 一糸文守

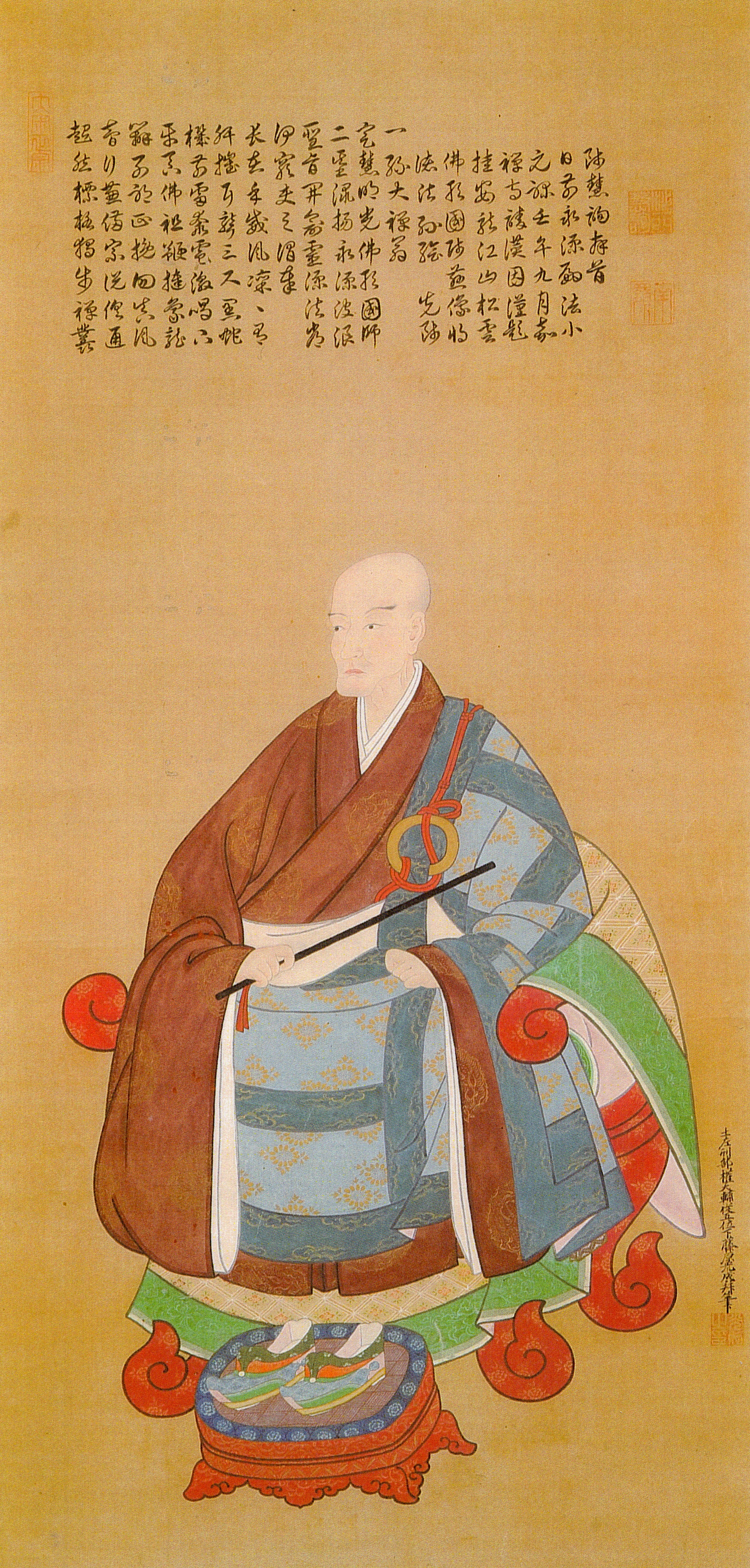
一糸文守頂相(松雲寺蔵)

一糸 文守（いっし ぶんしゅ、慶長13年（1608年）- 正保3年3月19日（1646年5月4日））は、江戸時代の臨済宗の僧。岩倉具堯の三男、母は園基継の娘。後水尾天皇に近侍した。諡は仏頂国師。道号は一絲とも表記する。
寛永3年（1626年）に真言宗西明寺の賢俊良永により得度して法名を文守としたが、翌年、大徳寺の沢庵宗彭の影響により臨済宗に転宗した。寛永6年（1628年）沢庵宗彭が紫衣事件により出羽国に配流されると、これに従ったが、翌年には一人で京に戻った。このころより近衛信尋などの公家との交流が深まるが、後水尾上皇との交流も弟近衛信尋の仲介によるものとされる。寛永11年（1634年）、丹波国に桐江庵（のちの法常寺）を建立し住んだが、しばしば上皇は京に呼び寄せている。寛永15年（1638年）、上皇は京都西賀茂に霊源庵（のちの霊源寺）を建て、そこに一糸を住まわせたが、同年末には桐江庵に戻された。そこで上皇は寛永18年（1641年）、桐江庵を法常寺とし、一糸を開山とした。寛永20年（1643年）、当時の住持の求めに従い、近江永源寺に住し、寺の中興に力を尽くした。その3年後、正保3年（1646年）3月19日、39歳で逝去。没後30年目の延宝3年（1675年）、後水尾院より「定慧明光仏頂国師」の号を贈られた。